# Viaducto de la CEMR
El  Viaducto de la CEMR  es un viaducto de la arquitectura industrial situado sobre la Avenida de la Marina Española del Ensanche Modernista de la ciudad española de Melilla, y forma parte del Conjunto Histórico Artístico de la Ciudad de Melilla, un Bien de Interés Cultural.

## Historia
Fue construido  entre 1920 y 1925 según proyecto del ingeniero Alfonso Gómez Jordana, para la Compañía Española de Minas del Rif S.A. entre los tramos de vía elevados y los almacenes de hierro, la Cinta Única y el Cargadero.

## Descripción
Está edificado con hormigón armado. Consta de dos grandes pilares que soportan el paso elevado del ferrocarril, constituido por un suelo y unas celosías para aguantar las vibraciones del tren.

## Locomotora Henschel & Sohn Cassel 020T

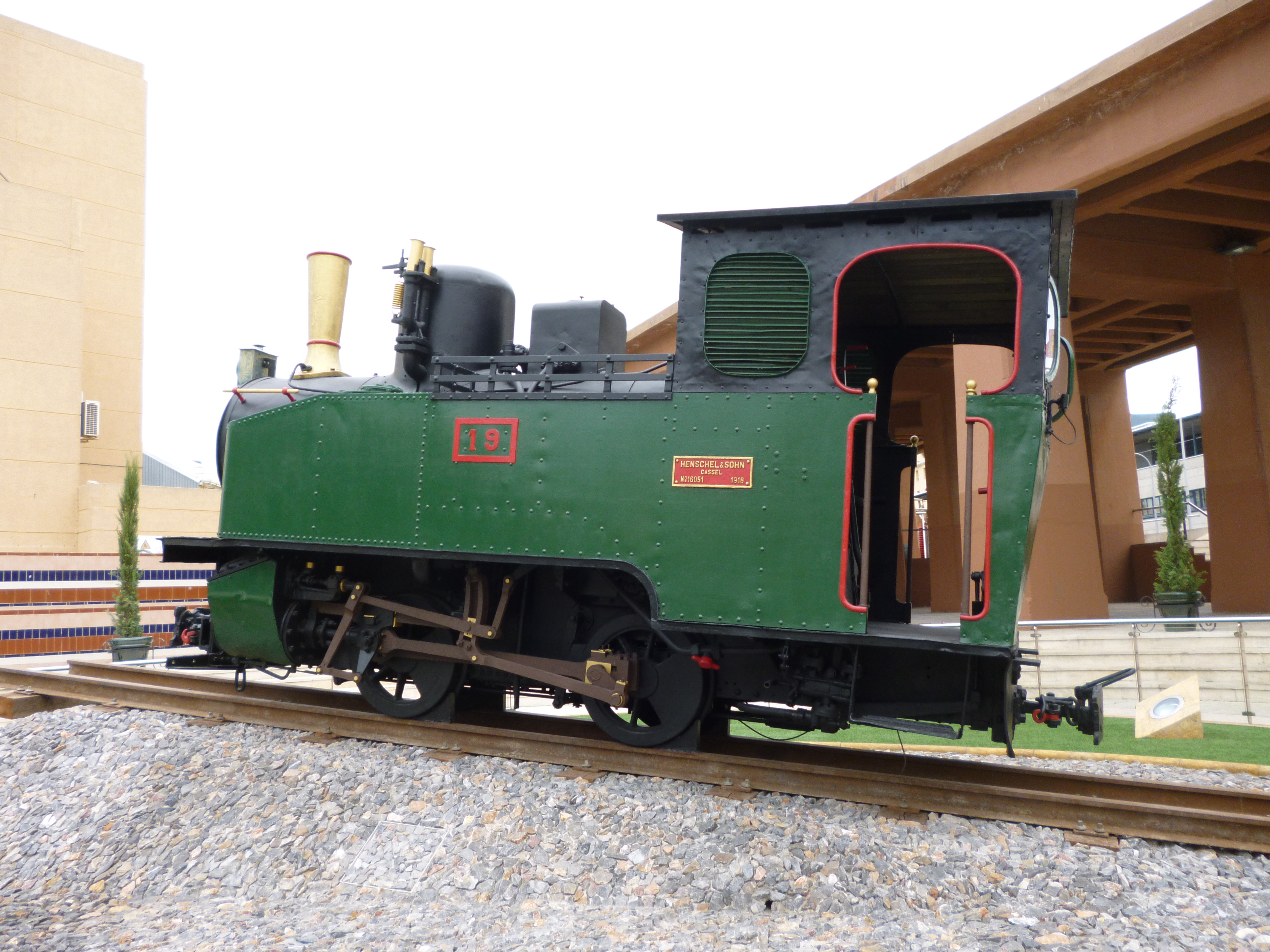
Locomotora Henschel & Sohn Cassel 020T

Fabricada en 1918 por Henschel & Sohn Cassel, fueron utilizadas par los ferrocarriles militares alemanes de la I Guerra Mundial, especialmente en el Ferrocarril de Bagdad, el denominado Tigris Kriegsban, al discurrir su trazado muy próximo al río Tigris, y al terminar la guerra, fueron vendidas 34 como excedente bélico al Gobierno español, 30 para la península y el resto para su utilización en el Protectorado Español de Marruecos. Estas fueron llevadas por barco al puerto de Melilla y por el ferrocarril métrico hasta Tistutin.
Al terminar las Campañas, fueron trasladas al Servicio Militar de Ferrocarriles, en Cuatro Vientos y Leganés y parte vendidas por su gran número.
La que se encuentra sobre la plataforma giratoria, propiedad del Ministerio de Defensa, en concreto del Instituto de Historia y Cultura Militar, se encontraba en la Estación Militar de San Gregorio de Zaragoza y fue cedida en calidad de depósito a la Ciudad de Melilla, gracias a un convenio con esta, cómo recuerdo de la actividad minera a principios de siglo XX.